# Kéleshalom
Kéleshalom is een plaats (község) en gemeente in het Hongaarse comitaat Bács-Kiskun. Kéleshalom telt 551 inwoners (2002).